# Woodland (Carolina del Nord)
Woodland és una població dels Estats Units a l'estat de Carolina del Nord. Segons el cens del 2000 tenia 833 habitants.

## Demografia
Segons el cens del 2000, Woodland tenia 833 habitants, 328 habitatges i 211 famílies. La densitat de població era de 249,3 habitants per km².
Dels 328 habitatges en un 28,7% hi vivien nens de menys de 18 anys, en un 39,6% hi vivien parelles casades, en un 22,9% dones solteres, i en un 35,4% no eren unitats familiars. En el 32,3% dels habitatges hi vivien persones soles el 16,2% de les quals corresponia a persones de 65 anys o més que vivien soles. El nombre mitjà de persones vivint en cada habitatge era de 2,52 i el nombre mitjà de persones que vivien en cada família era de 3,19.
Per edats la població es repartia de la següent manera: un 31,5% tenia menys de 18 anys, un 7% entre 18 i 24, un 21,5% entre 25 i 44, un 23,4% de 45 a 60 i un 16,7% 65 anys o més.
L'edat mediana era de 35 anys. Per cada 100 dones de 18 o més anys hi havia 71,5 homes.
La renda mediana per habitatge era de 22.125 $ i la renda mediana per família de 30.804 $. Els homes tenien una renda mediana de 28.438 $ mentre que les dones 23.125 $. La renda per capita de la població era de 12.682 $. Entorn del 21,4% de les famílies i el 28,1% de la població estaven per davall del llindar de pobresa.

## Poblacions més properes
El següent diagrama mostra les poblacions més properes.